# Kamini Roy
Kamini Roy (Barisal, 12 de octubre de 1864 - Hazaribagh, 7 de septiembre de 1933) fue una poetisa bengalí, maestra,  escritora y feminista. En 1886 se convirtió en la primera mujer graduada en la India británica. Destacó por su activismo sufragista y la defensa de los derechos de las mujeres a la educación.

## Trayectoria
Kamini pertenecía a una familia de la élite bengalí.  Era la hija del juez y poeta Chandi Charan Sen, quien empezó a formarla en casa en su amplia biblioteca. A pesar de su facilidad para las matemáticas optó por estudiar sánscrito. En 1883 empieza a estudiar en el Bethune College, una universidad de mujeres afiliada a la Universidad de Calcuta, que había sido establecida como una escuela para niñas en 1849, y reconocida como universidad en 1879 convirtiéndose en la universidad de mujeres más antigua de Asia. Se graduó como profesora de sánscrito en 1886 con honores y en 1886 empezó a trabajar como docente en la misma universidad.
Influenciada por el poeta Rabindranath Tagore y la literatura en sánscrito publicó entonces su primera colección de versos, Alo Chhaya.
Durante cinco años continuó publicando varios libros hasta que en 1894, cuando ya tenía treinta años, se casó con  Kedarnath Roy, nacieron sus dos hijos y dejó la escritura y la enseñanza.
Después de enviudar en 1909 y del fallecimiento de su hijo mayor pocos años después retomó la escritura. Se unió al comité de mujeres del Banga Mahila Samiti y allí trabajó en varios proyectos de reforma social para las mujeres.

### Escritora y feminista
Firme defensora del derecho de las mujeres a estudiar,
Conectó con el feminismo a través de una compañera de estudios de la Escuela Bethune, Abala Bose.
Hablando en una escuela de niñas en Calcuta, Roy dijo que, como Bharati Ray lo parafraseó más tarde, "el objetivo de la educación de las mujeres era contribuir a su desarrollo integral y al cumplimiento de su potencial".
En un ensayo bengalí titulado El fruto del árbol del conocimiento, escribió:

El deseo masculino de gobernar es el principal, si no el único, obstáculo para la iluminación de las mujeres... Sospechan mucho de la emancipación de las mujeres. ¿Por qué? El mismo viejo miedo: "Para que no se vuelvan como nosotros".

En 1921, Roy fue una de las líderes junto a Kumudini Mitra (Basu) y Mrinalini Sen de  Bangiya Nari Samaj, una organización creada para luchar por el sufragio femenino.
Se dedicó a organizar a las niñas en el Bethune College para celebrar reuniones y usar insignias para apoyar el proyecto de ley. En 1925 el Consejo Legislativo de Bengala otorgó el sufragio limitado lo que permitió que en 1926 las mujeres bengalíes ejercieran su derecho al voto por primera vez en las elecciones generales indias. Entre 1922 y 1923, Roy fue miembro de la Comisión de Investigación Laboral Femenina.
Dirigía una escuela y fundó una organización de bienestar social para las mujeres. Publicó numerosos escritos en bengalí, poemas y ensayos sobre la educación de las mujeres. Su última gran colección, Malya o Nirmalya fue publicada en 1913.
Falleció en Hazaribagh donde vivió sus últimos años, el 27 de septiembre de 1933.

## Premios y reconocimientos
- Roy apoyó a escritoras y poetas más jóvenes, incluida Sufia Kamal, a quien visitó en 1923. Fue presidenta de la Conferencia Literaria Bengalí en 1930 y vicepresidenta de Bangiya Sahitya Parishad en 1932–33.[12]

- Medalla de Oro Jagattarini, otorgada por la Universidad de Calcuta.[13]
- El 12 de octubre de 2019, Google conmemoró a Roy con un Google Doodle en su 155 aniversario de nacimiento. El artículo sobre ella comenzaba con su cita: ¿Por qué una mujer debe ser confinada en su hogar y se le debe negar el lugar que le corresponde en la sociedad?[14]

## Obras
- Mahasweta, Pundork
- Dwip O Dhup
- Jibon Pathey
- Gunjan
- The Gentle Fraud
- Some thoughts on the education of our women
- Mahasweta
- Pouranikiç
- Nirmalya
- Malya O Nirmalya
- Ashok Sangeet
- Gunjan (libro infantil)
- Balika Sikkhar Adarsha (Ensayos)
- Smritichihno
- Sukh
- Pachhe Loke Kichhu Bole
- Matripuja
- Era Jodi Jane
- Koto Valobashi
- Chondrapirer Jagoron
- She Ki?
- Chahibe Na Fire
- Pushpo-Provonjon
- Pronoye Beyatha
- Din Chole Jay
- Deke An
- Mugdho Pronoy